# Nemestrinus pallipes
Nemestrinus pallipes är en tvåvingeart som beskrevs av Olivier 1810. Nemestrinus pallipes ingår i släktet Nemestrinus och familjen Nemestrinidae.
Artens utbredningsområde är Egypten. Inga underarter finns listade i Catalogue of Life.